# Lista de personagens de Ilha Rá-Tim-Bum
O elenco de Ilha Rá-Tim-Bum, um seriado infanto-juvenil da TV Cultura é constituído por Paulo Nigro, Greta Antoine, Thuanny Costa, Rafael Formenton e Abayomi de Oliveira nos papeis principais, tendo ainda nos personagens principais Graziella Moretto e Ernani Moraes. A história é narrada por três fantoches, com as vozes dos cantores Pedro Mariano, Fernanda Takai e Bukassa. Foi reprisado entre 2003 e 2006 na TV Cultura e entre 2007 e 2012 pelo canal por assinatura TV Rá-Tim-Bum.

## Personagens principais

### Gigante
- Ator: Paulo Nigro
- Nome: Gilberto Soares
- Idade: 16 anos
- Sobre: líder da turma, chega a ser mandão às vezes discutindo bastante com Majestade. Tem espírito aventureiro que o leva a explorar a ilha desde os primeiros episódios. O que ele mais quer é deixar a ilha e voltar para casa, mas não pode ir sem os outros.
- Frases principais: "É fogo torcida brasileira" e "Embolou o meio de campo legal".

### Rouxinol
- Atriz: Greta Antoine
- Nome: Rosana Pereira da Silva
- Idade: 14 Anos
- Sobre: É a garota mais velha da turma, 14 anos. É sensível e inocente e mantém um vício compulsivo de comer bombons, tendo sempre alguns guardados. É apaixonada por Gigante. No 3º episódio conhece a Cobra peluda Suzana que se torna sua melhor amiga.
- Frases principais: "Muito prazer, Rouxinol","Me acorda, me acorda","É isso mesmo" e "Ai,Sei lá" . No penúltimo episódio, após fazer uma mágica que salvou Gigante, Hipácia lhe revelou que também descende do mesmo grupo de feiticeiros dela.

### Majestade
- Atriz: Thuanny Costa
- Nome: Maíra Rocha
- Idade: 12 anos
- Sobre: Seu maior sonho é ser escritora e rainha de algum país. Como o apelido deduz, ela gosta de dar ordens aos outros mas nem sempre é ouvida. Vive confrontando Gigante, mais para frente, ela realiza seu sonho de ser rainha, e acaba por dividir o trono com Nefasto.
- Frases Principais: "Me inclua fora dessa" e "Não Necessariamente".

### Raio
- Ator: Abayomi de Oliveira
- Nome: Ramiro Serrano
- Idade: 10 anos
- Sobre: Tem esse apelido por ter a cabeça nas nuvens, próxima aos raios. Vive sonhando com alguma coisa. Tem uma paixão platônica por Polca. Seu sonho é ser repórter de televisão e por isso vive com uma câmera fazendo reportagens na ilha. Ele vive no mundo da imaginação e imagina coisas desde ele e Micróbio bilionários por venderem reportagens da ilha até piratas invadindo a ilha e roubando o tesouro que havia nela.
- Frases Principais: "Tudo de bom para você", "Vamboragora" e "Por favor, nada de aplausos"

### Micróbio
- Ator: Rafael Formenton
- Nome: Milton Pereira da Silva
- Idade: 7 anos
- Sobre: É o menor da turma, mas possui uma memória incrível. Sua maior característica é sim a inteligência, sempre reforçada com a sua enciclopédia eletrônica, a Elencyclo, que sempre leva para onde vai. Irmão adorado de Rouxinol, nunca teve amigos, descobrindo a verdadeira amizade em Raio.
- Frases Principais: "Desculpe se eu nasci".

### Hipácia
- Atriz: Graziella Moretto
- Idade: aproximadamente 8000 anos
- Sobre: Uma feiticeira bondosa que fugiu de Alexandria ameaçada de morte, trazendo consigo diversos documentos históricos da Biblioteca de Alexandria, onde trabalhava. Após chegar à Ilha Rá-Tim-Bum, passou a fazer experiências com Arielibã com planos de melhorar o mundo. Após a morte deste último, ela fica deprimida na ilha até a chegada dos 5 jovens. Passa a ideia de uma figura materna, sempre ajudando-os a escapar dos perigos. Apesar de egípcia, ela vem de uma raça antiga de feiticeiros, os guievenermuques, que surgiram num período entre a História e a Pré-História.
- Frases principais: "Poderosa Ísis" e "Simplesmente Simples".

### Nefasto / Arielibã
- Ator: Ernani Moraes
- Idade: Mais ou menos 400 anos.
- Sobre: O grande vilão da história. É um ser metade bactéria, metade humano criado por Arielibã numa pesquisa de um experimento e que possuiu seu corpo ao se rebelar. Seu objetivo é dominar o mundo e, para isso, começa procurando entender os humanos, através das ações dos cinco jovens perdidos. Como a vida de uma bactéria é curta, ele precisa do Moftaa Shabaab para sobreviver. Trata-se de uma poção de rejuvenescimento fornecida por Hipácia, que deixará de fornecer caso ele mate as crianças.
- Principais Frases: "Pelo dente da serpente", "Interessante... Muito interessante...", "Esplêndido", "Cale-se, miolo obtuso!", "Biltre Sacripanta" e "Beócio Boçal"

### Polca
- Atriz: Liliana Castro
- Sobre: É uma lagarta emplumada que sonha em matar os heróis, sempre se dá mal quando ajuda Zabumba em seus planos absurdos! Também uma humanoide como Nefasto e Zabumba e foi criada para ser auxiliar de Nefasto e ajudá-lo nos seus planos perversos. No começo da trama ela parecia ter uma aparência um tanto esquisita, mas logo passa por uma metamorfose e transforma-se numa libélula. Mais tarde, ela fica mais amiga dos heróis por ter ficado com Majestade. No final da trama, ela finalmente decide se ficará do lado do patrão Nefasto ou se ficará ao lado da nova melhor amiga Majestade. Como no filme ela é interpretada por "Bárbara Paz" não é como Liliana Castro, ela é mais brava do que a da trama e tem uma rixa com os heróis principalmente com Rouxinol, e no final do filme fica presa pela teia de Nhã-nhã-nhã.
- Frases Principais: "Bravo Mestre dos Mestres".

### Zabumba
- Ator: Luciano Gatti
- Sobre: É ajudante de Nefasto, é um zângão com ferrão, atrapalhado e assim como os outros dois, humanoide e supercrescido. Tem o desejo de matar um dos heróis sempre frustrado por diversos motivos.
- Frases Principais: "Era só o que eu queria".

### Solek
- Ator: Luiz de Abreu
- Nome: Solstício Equinócio
- Sobre: Último ser vivo da sua espécie, já que Nefasto matou todos os outros. É uma mistura: metade lagarto metade humano. Tem dificuldades de se comunicar na linguagem humana, por isso tem uma fala débil e lenta e geralmente se refere na terceira pessoa. Torna-se o melhor amigo de Gigante, a quem é leal e arrisca a própria vida para salvá-lo.
- Bordão: "Não é possível" e "Machiiio".

### Nhã-Nhã-Nhã
- Atriz: Angela Dippe
- Nome: Anaris
- Idade: Não se sabe ao certo mas estima-se que ela tenha mais ou menos 1500 anos
- Sobre: Uma aranha gigante contadora de histórias. Quando percebe que não estão prestando atenção em suas histórias, ela prende o ouvindo em sua teia e aterroriza-o. Está sempre referindo-se a si própria na terceira pessoa, porém sempre fala de maneira inteligente.
- Frases Principais: "IIIIIIIIRRRRRRRK" (O berro de Nhã-Nhã-Nhã).

### Suzana
- Atriz: Magda Crudelli
- Nome verdadeiro: Makalovinkchinchon Koksialunfasolenuncia Pomeromidominakfoksianteks
- Sobre: Uma cobra revestida por plumas muito amiga de Rouxinol. Pode ser considerada a versão da "Ilha" para a figura da cobra amiga e bondosa anteriormente presente como Silvia, de Rá-Tim-Bum e como Celeste de Castelo Rá-Tim-Bum. Passou-se por amiga de Rouxinol, mas no final  é descoberta sua verdadeira identidade.
- Frases Principais: "Ah, não sei se devia dizer isso". Beijo, Beijo, Beijo (ao lado de Rouxinol)

## Outros Personagens

### Coiso, Coisa e Coisinho
- Sobre: Uma família de criaturas estranhas, peludas, que usam a palavra "coisa" em todas as frases. É composta pelo casal Coiso e Coisa e seu filho Coisinho(Marcelo Alberto). Habitam uma caverna.
- Principais Frases: "Que coisa!".

### Rá, Tim e Bum
- Sobre: Narram a história de forma cômica. São uma passarinha (Tim), um bicho preguiça (Bum) e um tatu (Rá).
- Frases Principais: "Né?" (Bum), "Tá?" (Tim) e "Viu?" (Rá).

### Vrunja
- Sobre: Uma lontra chifruda que sempre aparece em situações de tensão para dar sustos em todos.

### Brurgue
- Sobre: Uma planta carnívora ambulante do mal. No final descobre-se que ela acaba sendo devorada por Melog.

### Melog
- Sobre: Um ser estranho, que mora em uma fenda abaixo da torre de Nefasto, que no final, se revela como uma criatura nem tão perigosa assim. Uma vez tenta engolir Micróbio (perseguido por Brurgue), o cospe e engole Brurgue, se revelando vegetariano.

### Núrias
- Sobre: São os bichinhos de estimação de Nefasto, sempre aparecem de noite para assombrar os heróis. Eles temem o fogo, e somente no final, é revelado sua verdadeira identidade.